# Fayolle Jean
 (octobre 2016).
Si vous disposez d'ouvrages ou d'articles de référence ou si vous connaissez des sites web de qualité traitant du thème abordé ici, merci de compléter l'article en donnant les références utiles à sa vérifiabilité et en les liant à la section « Notes et références ».
Fayolle Jean (17 juillet 1953 aux Cayes en Haïti - ) est un acteur québécois d'origine haïtienne.

## Biographie
Il fait ses études aux Cayes et commence une brillante carrière à la radio et au théâtre. Dès 1977, il signe des mises en scène et adapte, entre autres, des textes de Beckett, de Ionesco, de Brecht et de Sixto.
Poète et parolier, ses textes sont publiés dans plusieurs revues, magazines et journaux de la diaspora haïtienne, en recueil et sur disque. Ses chansons sont interprétées par différentes voix de la francophonie antillaise.
Émigré au Québec en 1979, il fonde consécutivement la compagnie Le Théâtre Libre d'Haïti au Québec et «Les Productions Cimage Québec, laissant éclater son talent éclectique. Aussi mène-t-il, parallèlement aux planches, à la télévision et au cinéma, une carrière de poète. Chez lui, le besoin de créer est perpétuel.
Entre 1991 et 1995, il produit et réalise Rara Métis I et II, deux disques phares regroupant des chanteuses, chanteurs et groupes de la communauté noire francophone du Québec. Il participe aussi depuis quelques années à différents festivals de poésie en Europe et en Amérique.
Depuis 1990, Fayolle est de plus en plus présent à la télévision canadienne. On le retrouve donc dans les téléséries et sitcoms Watatatow et Haute Surveillance à Radio-Canada ; Sauve qui peut, Jasmine et K.M/H. à TVA ; Durham County à HBO Canada ; et dans une vingtaine de films, dont Matusalem, La Position de l'escargot,  Un dimanche à Kigali, Scratch et Nouvelle nouvelle. Il a aussi été chroniqueur à l'émission Union Libre des Amériques diffusée à TV5 et à Radio-Canada.
On le voit également dans plusieurs publicités.

### Vie privée
Il a cinq enfants : Fayolle junior, Farrah, Andy, Philippe-Dullin et Marc-Olivier.
Son fils Fayolle Jean Junior incarne, entre autres rôles à la télévision et au cinéma, le gardien du but Alex Beauchesne dans la série Lance et Compte.

## Filmographie
- 1989 : Comment faire l'amour avec un nègre sans se fatiguer : Danseur de la discothèque
- 1994 :  Manège (court métrage) : Raymond
- 1997 : Matusalem : Pirate Dent de scie
- 1998 : La Position de l'escargot : Agent d'immigration
- 1998 : Sucre amer : Huissier
- 1999 : La Forteresse suspendue : Docteur Haoud
- 2001 : La Loi du cochon : Policier au barrage routier
- 2004 : La Peau blanche : Porte Parole Haïtien
- 2006 : Un dimanche à Kigali : Jean Victor
- 2006 : Bon Cop, Bad Cop : Chauffeur de taxi
- 2007 : Au-delà des barrières : Nigérien
- 2008 : Truffe  : Commerçant
- 2009 : Suzie  : Cerfrere Sagesse
- 2010 : Le Baiser du barbu : Animateur de radio intello
- 2011: Décharge : Gilles
- 2013: Pas la grosse Sophie (court métrage) : Professeur d'histoire
- 2014 : La Ferme des humains : Vieil Haïtien
- 2014 : Henri Henri : Médecin
- 2014 : Nouvelle, Nouvelle : Barman
- 2015 : Scratch : Saurel
- 2015 : Nouvelle Adresse : Réginald Jean
- 2016 : Là où Atilla passe... : Psychologue
- 2016 : Les Trois Singes : Joseph
- 2016 : D'encre et de sang d'Alexis Fortier Gauthier, Maxim Rheault et Francis Fortin : Joseph Fontaine
- 2024 : Lakay nou : papi Frank Honoré
- 2024 : Se fondre de Simon Lavoie : détenu

## Récompenses et Nominations

### Récompenses
Fayolle Jean a reçu plusieurs mérites :
- Trophée Comédien de l'année, Gala des trophées de Montréal, 1988 ;
- Témoignage d'appréciation comme artiste engagé dans la communauté haïtienne par le Consulat général d'Haïti à Montréal, 1995 ;
- Trophée Honneur et mérite au comédien et metteur en scène, Gala des Cator, Montréal, 1998.